# Agua Pared
Agua Pared är en ort i Mexiko.   Den ligger i kommunen San José Tenango och delstaten Oaxaca, i den sydöstra delen av landet, 300 km sydost om huvudstaden Mexico City. Agua Pared ligger 988 meter över havet och antalet invånare är 102.
Terrängen runt Agua Pared är kuperad västerut, men österut är den bergig. Runt Agua Pared är det ganska tätbefolkat, med 86 invånare per kvadratkilometer. Närmaste större samhälle är Huautla de Jiménez, 18,8 km väster om Agua Pared. I omgivningarna runt Agua Pared växer i huvudsak städsegrön lövskog.